# Can Pau (Llabià)
Can Pau és una obra gòtica de Fontanilles (Baix Empordà) inclosa a l'Inventari del Patrimoni Arquitectònic de Catalunya.

## Descripció
Conjunt gòtic format per un nucli central de dues plantes i coberta a dues aigües del qual la part superior és on està ubicada la zona residencial mentre que a la planta baixa hi ha situat el lloc pel bestiar. Al voltant d'aquest nucli s'hi ha construït tot un seguit de coberts i peces marginals que li donen l'aspecte actual.
Es pot destacar una porta adovellada a la part de darrere, i una finestra datada al 1569. construït amb pedra i morter de calc pel que fa l'estructura portant mentre qu la coberta és de teules.